# Duguetia marcgraviana
Duguetia marcgraviana é uma espécie de magnólia. Foi descrito pela primeira vez por Carl Friedrich Philipp von Martius .  Duguetia marcgraviana pertence ao gênero Duguetia, e à família Annonaceae.
Este tipo de planta pode ser encontrado em:
- Brasil
- Bolívia